# Povodí Vltavy (státní podnik)
Povodí Vltavy, státní podnik je státní podnik se sídlem v Praze. Jeho náplní je správa významných vodních toků, činnosti spojené se zjišťováním a hodnocením stavu povrchových a podzemních vod. Územní působnost pokrývá především českou část povodí Vltavy a části povodí Dunaje na území Plzeňského a Jihočeského kraje. Celková rozloha tohoto území činí 28 708 km². Jeho zakladatelem je Ministerstvo zemědělství. Podnik je rozdělen na tři závody (Horní Vltava, Berounka, Dolní Vltava).

## Přehrady
Podnik spravuje 35 přehradních nádrží a dva rybníky. Jsou to podle jednotlivých závodů:
- závod Horní Vltava (9+1) – Lipno, Lipno II, Hněvkovice, Kořensko, Římov, Humenice, Soběnov, Husinec, Karhov a rybník Zhejral.
- závod Berounka (13+1) – Nýrsko, České Údolí, Lučina, Hracholusky, Žlutice, Láz, Pilská, Klabava, Klíčava, Jince, Obecnice, Suchomasty, Záskalská a rybník Dráteník.
- závod Dolní Vltava (13) – Orlík, Kamýk, Slapy, Štěchovice, Vrané, Staviště, Pilská u Žďáru, Strž, Sedlice, Vřesník, Trnávka, Němčice, Švihov.

## Galerie

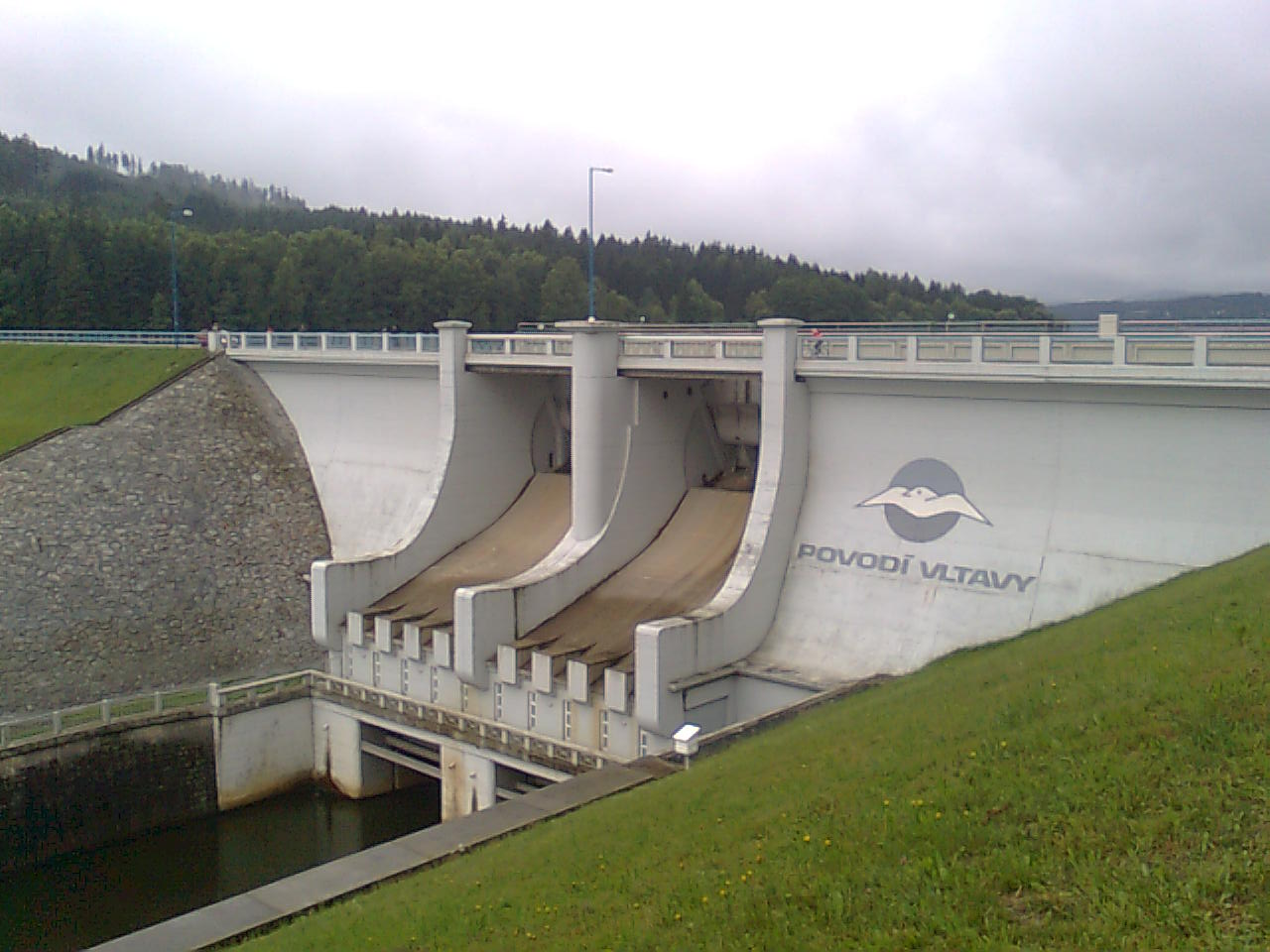
Logo s rackem, jez / Lipno nádrž, červenec 2011
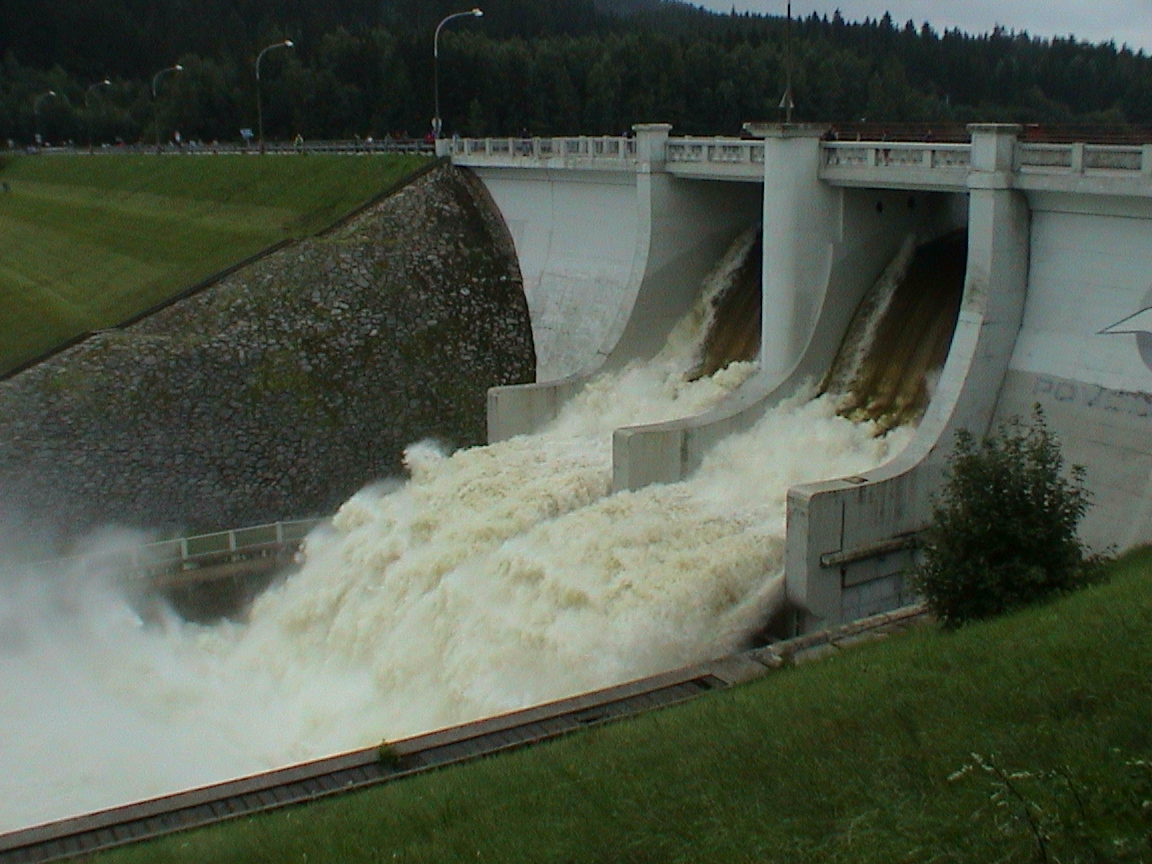
Jez Lipno, zaplavit, 13 srpen 2002